# Manuel Zapata Orihuela
 (décembre 2023).
 (juin 2024).
Manuel Zapata Orihuela, né le 13 août 1921 à Lima (Pérou), mort le 22 septembre 2023 à Gentilly, est un peintre péruvien. Il est l'un des représentants significatifs du mouvement pictural péruvien appelé indigénisme.

## Biographie

### Enfance
Manuel Zapata Orihuela naît à Lima en 1921, d’un père originaire de Piura et d’une mère originaire de Huancayo. Il a deux ans quand sa famille déménage dans la région de Huancayo où il passe une partie de son enfance. Il s’y imprègne des paysages andins et de la vie des villageois, ce qui sera plus tard pour lui une source d’inspiration. Très jeune, il ressent une vocation pour la peinture. À sept ans, il retourne à Lima avec sa famille. Encouragé par sa grand-mère paternelle, il s’adonne au dessin et à la peinture de portraits et images, ayant une admiration toute particulière pour les peintres allemands et italiens de la Renaissance. Plus tard, il aime vagabonder au bord de la mer et dans les rues de Chorrillos, prenant des croquis du paysage urbain comme des marchés populaires.

### Études
En 1943, il entre à l’École nationale des Beaux-Arts (es) (ENBA) de Lima, dirigée alors par José Sabogal, le promoteur du sauvetage des thèmes portant sur les coutumes et paysages péruviens, donnant naissance à l’indigénisme. Il étudie dans la classe de Julia Codesido (es), et ensuite, avec le maitre Carlos Quizpez Asín (es).
Quand José Sabogal doit renoncer à son poste de directeur, Zapata reste à la ENBA. Il se maintient dans son courant artistique, le nouveau directeur, Germán Suárez Vértiz et autorise les étudiants à choisir leur propre orientation. Pendant deux ans, Manuel Zapata Orihuela bénéficie des conseils du professeur belge Jacques Maes, peintre portraitiste et graveur, appartenant au courant animiste, qui vient, en 1945, invité à la ENBA, sous la direction de Ricardo Grau. En 1950, il finalise ses études et installe son propre atelier dans le quartier chinois de Lima.

### Voyages et activité
En 1965, lors d'une exposition, sa toile Sandía est acquise « pour lancer un programme de promotion touristique de l'Art péruvien »
En 1967, Manuel Zapata Orihuela parcourt l'Europe, visitant Florence, Assise et Rome, Madrid et Cordoue, Genève, Cologne, Copenhague, Oslo et Trondheim, Stockholm et Lulea, Amsterdam, Bruxelles et Paris. Il se marie avec Marie-Thérèse Hache et réside, pendant trois ans, dans la ville de Saintes (France). Il expose avec succès au Salon des Surindépendants. Une de ses œuvres : Vendeuse de Fleurs  est sélectionnée pour la Biennale de Menton. Il réalise aussi quelques expositions individuelles comme celles de la Galerie Majestic-Vallombreuse à Biarritz et celle, à la Galerie Mouffe à Paris.
En 1970, il repart au Pérou comme professeur à l'École des Beaux-Arts Macedonio de la Torre de Trujillo, invité par son fondateur et directeur, le peintre Pedro Azabache Bustamante. Ensuite, il s'établit à Lima, exposant dans différentes galeries de la Capitale et du Nord du  pays.
En 1974, il revient en France, retournant régulièrement au Pérou jusqu'en 1991. Grâce à son amitié avec Ángel Chávez, il participe à plusieurs expositions à Trujillo et à Lima avec des peintres indigénistes : Gamaniel Palomino, Óscar Allain, Julio Camino Sánchez, Aquiles Ralli, Enrique Galdós Rivas et le sculpteur Antonio Sánchez.
Il installe son atelier à Paris puis à Gentilly, où il meurt le 22 septembre 2023 à l'âge de 102 ans.

## Caractéristiques et critiques
« Son œuvre transite à l'intérieur de l’expressionnisme figuratif, inspiré de thèmes de murs puisant dans les racines indigènes. Simple et sobre, c'est un passionné de coqs qui, pour les autres sujets, s'inspire habituellement du bruyant quartier chinois liménien, infesté dès les premières heures par les vendeurs ambulants. »
« Se basant sur Zapata,  nous pensons que les créations géniales de quelques artistes plasticiens péruviens, obéissent à l'existence de lutins ou de totems. Ils habitent dans leurs esprits et émergent lors de créations abstraites comme cela arrive avec  Zapata dans ses formes expressionnistes ou avec ses portraits de ces totems qui plongent vigoureusement dans la tradition péruvienne. Ils lui sont si personnels, si propres à son style que peu importe qu'ils changent d'apparence ou se déguisent, ils seront toujours aussi uniques que leurs propres traits physiques. Cela est la marque de ce qui demeure permanent et impérissable... »

« Un autre de ses mérites est de ne pas s'être enfermé dans les limites étroites du message mais au contraire de les dominer dialectiquement en une recherche d'originalité. Pour nous approcher de la genèse de sa peinture, signalons l'admiration que Zapata portait à l'oeuvre de Pierre Alechenscky (1927), membre du célèbre groupe COBRA,]...[ Mais l'essentiel dans l'art de Zapata, c'est l'adoption des épaisseurs dénotant sa volonté d'obtenir du relief et de la texture et son audace gestuelle.
Pour les amoureux de l'art expressionniste et de la texture, la peinture de Zapata est une des plus exceptionnelles de l'art péruvien et du latino-américain qui se pratique à Paris. ».

« Depuis le début, il adhère aux idéaux des indigénistes et partage avec eux, leurs préoccupations essentielles : le geste revendicatif historique, l'émotion sociale, l'ardent sentiment devant l'impressionnante beauté du paysage péruvien et de ses habitants. »

« Zapata Orihuela développa une peinture figurative lointainement inspirée par l'art précolombien. Cela se reflète dans la forte stylisation des formes et dans une exécution picturale qui préfère les surfaces de couleur, planes et bien limitées.
Les thèmes de la Côte liés à la région du Nord d'où il est originaire, prédominent à l'intérieur de sa production »

## Expositions
Depuis 1948, il expose collectivement ou individuellement en Amérique, en Europe et en Asie. Tilsa Tsuchiya, peintre et graveur, représentante reconnue de l’art pictural péruvien, fut son élève et il l’aida de ses conseils et lui transmit ses connaissances.

## Distinctions
- Mención Honrosa de la Sociedad de Bellas Artes Daniel Hernández.
- Diplôme d'honneur de l'Académie populaire de Guyenne et de Gascogne, Issoudun.
- 3e prix (catégorie surréaliste-symboliste), IVe Grand prix de la Côte d'Azur de Nice.
- Mention, Salon de la peinture taurine de Nîmes.
- Médaille d'argent, Grand prix de Pâques, Nice
- Sélectionné aux Biennales de Menton, Trouville et Cherbourg
- Diplôme hors-concours (catégorie composition), I° Grand prix de New York, Nice
- Diplôme d'honneur, Salon international d'automne de 1970 à Biarritz.
- Médaille du Sénat au titre de sa contribution éminente aux relations entre le Pérou et la France (2016)